# Абашидзе, Кита Георгиевич
Кита (Иван) Гео́ргиевич Абаши́дзе (груз. კიტა (ივანე) გიორგის ძე აბაშიძე; 28 января 1870, Леса (Грузия), Озургетский уезд, Кутаисская губерния — 30 ноября 1917 или 30 декабря 1917, Тифлис, Закавказский комиссариат) — грузинский литературный критик, литературовед, публицист, общественный и политический деятель, член ОЗАКОМа (1917).

## Биография
Родился 16 января (28 января) 1870 года в дворянской семье в деревне Леса Озургетского уезда Кутаисской губернии. В 4 года лишился отца.
В 1889 году окончил Кутаисскую классическую гимназию, затем 10 месяцев жил в Париже, где прослушал курс лекций по философии, литературе и истории искусства. Изучал право в Новороссийском университете (1890—1895). Сначала работал в Контрольной палате Тифлиса, затем третейским судьёй в Раче и в городе Чиатура. С 1893 года занялся журналистикой и регулярно публиковал критические статьи по литературе в грузинской прессе.
В начале 1890-х годов был вовлечён в управление марганцедобывающей промышленностью в Чиатуре и позднее возглавил промышленный совет по добыче марганца.
Жил в Кутаиси. Был одним из основателей (1901) и лидеров Партии социалистов-федералистов.
Был активным участником революционных событий 1905 года. Дважды был арестован (в 1905 и 1909 году), но выходил на свободу благодаря влиятельности родственников.
В середине 1910-х гг. при основании Великого востока народов России в Кутаиси стал её членом.
После февральской революции 9 марта 1917 года особым декретом Временного правительства назначен комиссаром просвещения Особого Закавказского комитета, который работал на правах местного временного правительства в Грузии. Однако из-за болезни Абашидзе практически не принимал участия в деятельности комитета и вскоре его на посту сменил меньшевик Акакий Чхенкели.
Умер Кита Абашидзе в Тбилиси 17 ноября (30 ноября) 1917 года от туберкулёза позвоночника. Похоронен в Дидубийском пантеоне.

## Литературоведческая деятельность
Пользуясь сравнительно-историческим методом, Абашидзе произвёл основную классификацию грузинской новой литературы по школам и направлениям. Он тщательно исследовал произведения каждого грузинского писателя и на основании критического анализа первоисточников относил его к соответствующей школе или группировке. Во многих критических этюдах Абашидзе близко подходит к материалистическому объяснению литературно-художественных явлений; но, следуя исходным принципам И. Тэна и Г. Брандеса, Абашидзе признаёт основными факторами, обусловливающими то или иное литературное течение, не социально-экономические отношения, а политическое и культурное состояние общества.
Его статьи о современных писателях, опубликованные в прессе, оказали большое влияние на развитие грузинской литературы и дали основу профессиональной литературной критике XX века, а фундаментальный труд «Этюды из грузинской литературной истории века» заложил основу истории грузинской литературы как научной дисциплине.